# 251-я пехотная дивизия (вермахт)
251-я пехотная дивизия (нем. 251. Infanterie-Division) — тактическое соединение сухопутных войск нацистской Германии периода Второй мировой войны. Первоначальная 251-я пехотная дивизия была развёрнута в 1939 году и расформирована в ноябре 1943 года, но другое формирование с тем же названием было развёрнуто в сентябре 1944 года, по существу уничтожено в январе и официально расформировано в марте 1945 года.

## История

### Первое формирование
251-я пехотная дивизия была сформирована в день всеобщей мобилизации в Германии, 26 августа 1939 года, в составе четвёртой волны мобилизации (Aufstellungswelle) в районе Херсфельд в IX военном округе. Первоначально она состояла из пехотных полков 451, 459 и 471, а также артиллерийского полка 251. Первоначальным командиром был Ханс Кратцерт.
- 451-й пехотный полк был сформирован в районе Готы, используя Дополнительный батальон 12(S) Хильдбургхаузен в качестве батальона I, Дополнительный батальон 15 Кассель в качестве батальона III и Дополнительный батальон 71 Гота в качестве батальона II.[1]
- 459-й пехотный полк был сформирован в районе Альсфельда с использованием дополнительных батальонов 81 «Хомбург», 88 «Ханау» и 106 «Ашаффенбург». Эти дополнительные батальоны были пронумерованы с I по III в составе полка.[1]
- 471-й пехотный полк был сформирован в районе Буцбаха с использованием дополнительных батальонов 36 Буцбаха, 57 Вайльбурга и 116 Гиссена. Эти дополнительные батальоны были пронумерованы с I по III в составе полка.[1]
- Четыре отделения 251-го артиллерийского полка, пронумерованные с I по IV, были сформированы в Зигене, Франкфурте-на-Майне, Ашаффенбурге и Фульде.[1]

12 декабря 1939 года 251-я пехотная дивизия передала 4-й деташемент 251-го артиллерийского полка, которое было моторизованным, в армейские резервы, а взамен получила 4-й деташемент 239-го артиллерийского полка, которое было на конной тяге.
31 января 1940 года 251-я пехотная дивизия передала 3-й батальон 471-го пехотного полка и 2-ю батарею 251-го артиллерийского полка во вновь сформированную 299-ю пехотную дивизию, входившую в состав восьмой волны мобилизации (Aufstellungswelle).
1 октября 1940 года 251-я пехотная дивизия потеряла треть своего личного состава, включая штаб и 3-й батальон 451-го пехотного полка, 3-й батальон 459-го пехотного полка, 3-й батальон 471-го пехотного полка, 1-е отделение 251-го артиллерийского полка и 4-й деташемент 239-го артиллерийского полка, переданные во вновь сформированную 129-ю пехотную дивизию. Утраченные соединения были заменены, чтобы вернуть 251-ю пехотную дивизию в штатное состояние.
В мае 1941 года 251-я пехотная дивизия была переброшена в Восточную Пруссию в рамках подготовки к операции «Барбаросса».
6 августа 1941 года Кратцерт был заменен Карлом Бурдахом на посту командира дивизии.
251-я пехотная дивизия была расформирована 2 ноября 1943 года. Штаб дивизии впоследствии сформировал штаб корпусного отряда Е. Первые батальоны 451-го и 459-го полков присоединились к корпусному отряду Е в качестве дивизионной группы 251, в то время как штабы 459-го и 471-го полков сформировали штабы 54-го и 52-го егерских полков.
10 марта 1943 года Бурдаха сменил Максимилиан Фельцман на посту командира дивизии. В начале апреля его ненадолго заменил Ойген Кёниг, затем он снова принял командование до 15 ноября 1943 года.

### Второе формирование
В соответствии с директивой от 27 сентября 1944 года корпусное подразделение Е (Korps-Abteilung E) было вновь преобразовано в 251-ю пехотную дивизию. Эта вторая итерация дивизии первоначально включала пехотные (гренадерские) полки 184, 448 и 451, которые были сформированы из дивизионных групп 86, 137 и 251 соответственно. Личный состав трех полков был родом из VI, XVII и IX военных округов соответственно. 451-й пехотный полк из IX военного округа был единственным пехотным полком, который служил как в дивизии первого формирования, так и в начале второго формирования 251-й пехотной дивизии. Кроме того, вторая итерация 251-й пехотной дивизии была укомплектована 251-м стрелковым батальоном дивизии и 251-м артиллерийским полком. 10 октября 1944 года Вернер Хойке был назначен командиром дивизии.
251-я пехотная дивизия была разгромлена на плацдарме Варка в январе 1945 года и фактически уничтожена во время отступления в Западную Пруссию. В марте 1945 года дивизия была расформирована в последний раз. Его оставшиеся офицеры были переведены в одно из отчаянно собранных последних соединений вермахта, пехотную дивизию «Фридрих Людвиг Ян». Вернер Хойке оставался командиром до расформирования 251-й пехотной дивизии.

## Состав 7 июля 1941
- 251-я пехотная дивизия
  - Штаб 251-й дивизии
    - 251-й (моторизованный) картографический отряд
    - 251-й мотоциклетный посыльный взвод

  - 1/,2/,3/451-й пехотный полк
    - 1 взвод связи
    - 1 взвод конной разведки
    - 1 пионерный взвод (3 ручных пулемёта)
    - 3 батальона, каждый из которых имеет:
      - 3 роты (12 ручных пулемёта, 3 ПТР и 2 50-мм миномёта)
      - 1 пулемётная рота (12 пулемётов и 6 80-мм миномётов)
      - 1 рота пехотных орудий (2 150-мм орудия SIG и 6 75-мм орудий LeIG)
      - 1 (моторизованный) противотанковый взвод (12 37-мм Pak 36 и 4 ручных пулемёта)
      - 1 взвод пионеров
      - 1 лёгкая колонна

  - 1/,2/,3/459-й пехотный полк: то же, что и 451-й пехотный полк
  - 1/,2/,3/471-й пехотный полк: то же, что и 451-й пехотный полк
  - 251-й противотанковый дивизион
    - 1 (моторизованный) взвод связи
    - 2 (моторизованные) противотанковые батареи (3 47-мм французских ПТ орудия, 9 37-мм Pak 36 и 6 ручных пулемётов на каждую)
    - 1 (моторизованная) противотанковая батарея (9 37-мм Pak 36 и 6 ручных пулемётов)

  - 251-й разведывательный батальон
    - 1 (моторизованный) взвод связи
    - 2 эскадрона велосипедов (2 станковых пулемёта и 9 ручных пулемётовS)
    - 1 (моторизованный) взвод пехотных орудий (2 75-мм пулемёта LeIG)
    - 1 (моторизованный) противотанковый взвод (3 37-мм Pak 36 и 1 ручной пулемёт)

  - 251-й артиллерийский полк:
    - 1 метеорологический отряд
    - 1 взвод связи
    - 1-й, 2-й и 3-й батальоны, каждый в составе:
      - 1 взвод связи
      - 1 топографический взвод
      - 3 батареи (4 105-мм пушки и 2 пулемёта на каждую)

    - 4/251-й артиллерийский полк
      - 1 взвод связи
      - 1 топографический взвод
      - 3 батареи (4 150-мм орудия sFH и 2 ручных пулемёта на каждую)

  - 251-й батальон связи
    - 1 (моторизованный) телефонная рота
    - 1 (моторизованный) радиорота
    - 1 (моторизованный) колонна обеспечения световых сигналов

  - 251-й пионерный батальон
    - 1 батальонный оркестр
    - 1 (моторизованный) пионерская рота (9 ручных пулемётов)
    - 2 пионерные роты (9 ручных пулемётов на каждую)
    - 1 (моторизованная) мостовая колонна
    - 1 (моторизованный) лёгкая пионерская колонна снабжения

  - 251-й отряд снабжения
    - 4/8-я, 2/32-я и 3/351-я (моторизованная) лёгкие колонны снабжения
    - 5/,6/,7/251-я лёгкие колонны снабжения
    - 9/251-я (моторизованная) колонна лёгкого топлива
    - 251-й (моторизованный) взвод технического обслуживания
    - 251-я (моторизованная) рота снабжения

  - 251-я (моторизованная) полевая пекарня
  - 251-я (моторизованная) полевая мясницкая рота
  - 251-я дивизионная администрация
  - 251-й полевой госпиталь
  - 1/251-я медицинская рота
  - 2/251-я (моторизованная) медицинская рота
  - 1/,2/251-я (моторизованная) санитарные машины
  - 251-я ветеринарная рота
  - 251-й (моторизованный) отряд военной полиции
  - 251-я (моторизованная) полевая почта[3]

## Вышестоящие формирования
| Год                                           | Месяц              | Армейский корпус                       | Армия                                  | Группа армий                           | Военный округ                          |
| --------------------------------------------- | ------------------ | -------------------------------------- | -------------------------------------- | -------------------------------------- | -------------------------------------- |
| 1939                                          | Сентябрь           | Армейский резерв                       | 5-я армия                              | Группа армий «Ц»                       | Айфель                                 |
| 1939                                          | Октябрь — декабрь  | V                                      | 4-я армия                              | Группа армий «Б»                       | Айфель                                 |
| 1940                                          | Январь             | V                                      | 4-я армия                              | Группа армий «Б»                       | Айфель                                 |
| 1940                                          | Май                | V                                      | 4-я армия                              | Группа армий «А»                       | Бельгия                                |
| 1940                                          | Июнь               | Резерв ОКХ                             | Резерв ОКХ                             | Резерв ОКХ                             | Лилль                                  |
| 1940                                          | Июль               | XXVIII                                 | 6-я армия                              | Группа армий «А»                       | Брест                                  |
| 1940                                          | Август             | XXVIII                                 | 6-я армия                              | Группа армий «Б»                       | Брест                                  |
| 1940                                          | Сентябрь — октябрь | XXVIII                                 | 6-я армия                              | Группа армий «Ц»                       | Брест                                  |
| 1940                                          | Ноябрь — декабрь   | XXVIII                                 | 6-я армия                              | Группа армий «Д»                       | Брест                                  |
| 1941                                          | Январь — апрель    | XXVIII                                 | 6-я армия                              | Группа армий «Д»                       | Брест                                  |
| 1941                                          | Май                | Армейский резерв                       | Армейский резерв                       | Группа армий «Ц»                       | Восточная Пруссия                      |
| 1941                                          | Июнь               | XXIII                                  | 16-я армия                             | Группа армий «Север»                   | Восточная Пруссия                      |
| 1941                                          | Июль               | Армейский резерв                       | Армейский резерв                       | Группа армий «Север»                   | Даугавпилс                             |
| 1941                                          | Август             | L                                      | 9-я армия                              | Группа армий «Центр»                   | Невель                                 |
| 1941                                          | Сентябрь — ноябрь  | XXIII                                  | 9-я армия                              | Группа армий «Центр»                   | Калинин                                |
| 1941                                          | Декабрь            | XXVII                                  | 9-я армия                              | Группа армий «Центр»                   | Ржев                                   |
| 1942                                          | Январь             | XXVII                                  | 9-я армия                              | Группа армий «Центр»                   | Ржев                                   |
| 1942                                          | Февраль — март     | VI                                     | 9-я армия                              | Группа армий «Центр»                   | Ржев                                   |
| 1942                                          | Апрель             | XXXXVI                                 | 9-я армия                              | Группа армий «Центр»                   | Ржев                                   |
| 1942                                          | Май — июль         | XXVII                                  | 9-я армия                              | Группа армий «Центр»                   | Ржев                                   |
| 1942                                          | Август — октябрь   | VI                                     | 9-я армия                              | Группа армий «Центр»                   | Ржев                                   |
| 1942                                          | Ноябрь — декабрь   | XXVII                                  | 9-я армия                              | Группа армий «Центр»                   | Ржев                                   |
| 1943                                          | Январь             | XXVII                                  | 9-я армия                              | Группа армий «Центр»                   | Ржев                                   |
| 1943                                          | Февраль            | Корпус Бурдах                          | 9-я армия                              | Группа армий «Центр»                   | Ржев                                   |
| 1943                                          | Март               | Армейский резерв                       | 2-я танковая армия                     | Группа армий «Центр»                   | Орёл                                   |
| 1943                                          | Апрель — июнь      | XX                                     | 2-я танковая армия                     | Группа армий «Центр»                   | Орёл                                   |
| 1943                                          | Июль — август      | XX                                     | 9-я армия                              | Группа армий «Центр»                   | Орёл                                   |
| 1943                                          | Сентябрь           | LVI                                    | 2-я армия                              | Группа армий «Центр»                   | Десна                                  |
| 1943                                          | Октябрь            | XXXXVI                                 | 2-я армия                              | Группа армий «Центр»                   | Гомель                                 |
| 1943                                          | Ноябрь             | Переформирование в корпусной отряд «E» | Переформирование в корпусной отряд «E» | Переформирование в корпусной отряд «E» | Переформирование в корпусной отряд «E» |
|                                               |                    |                                        |                                        |                                        |                                        |
| Ноябрь 1943 — октябрь 1944: Корпусной отряд E |                    |                                        |                                        |                                        |                                        |
|                                               |                    |                                        |                                        |                                        |                                        |
| 1944                                          | Октябрь — ноябрь   | VIII                                   | 9-я армия                              | Группа армий «Центр»                   | Варкайский плацдарм                    |
| 1944                                          | Декабрь            | VIII                                   | 9-я армия                              | Группа армий «А»                       | Варкайский плацдарм                    |
| 1945                                          | Январь             | VIII                                   | 9-я армия                              | Группа армий «А»                       | Варкайский плацдарм                    |
| 1945                                          | Февраль — март     | XXVII                                  | 2-я армия                              | Группа армий «Висла»                   | Данциг — Западная Пруссия              |